# ABC (밴드)
ABC는 1980년에 셰필드에서 시작된 영국의 신스팝 밴드로, 이전의 앙상블 Vice Versa에서 발전했다. 밴드의 클래식한 구성은 리드 보컬리스트로 마틴 프라이, 기타와 키보드로 마크 화이트, 색소폰을 연주하는 스티븐 싱글턴, 그리고 드럼 뒤에 데이비드 팔머가 있었다.
이전 밴드인 Vice Versa에서 발전한 ABC는 1981년부터 1990년 사이에 영국에서 10곡, 미국에서 5곡의 탑 40 히트 싱글을 달성했으며, 그들의 1982년 데뷔 스튜디오 앨범인 'The Lexicon of Love'는 영국 차트 1위를 차지했다. 1980년대 초반 미국에서의 성공으로 그들은 두 번째 영국 침공과 연관되었다. ABC는 계속해서 투어를 하며 2016년에 아홉 번째 스튜디오 앨범 'The Lexicon of Love II'를 발매했다.
팬들과의 지속적인 교류와 발전을 이어가며 ABC는 음악계에서 활발한 활동을 유지하고 있다. 2016년에는 그들의 아홉 번째 스튜디오 앨범인 "The Lexicon of Love II"를 발매하여 비평가들의 호평과 상업적 성공을 얻었으며, 영국 차트에서 5위에 도달했다. 이 발매는 밴드의 지속적인 매력과 오랜 팬들은 물론 새로운 청취자들과도 공감할 수 있는 능력을 강조했다.

## 디스코그래피
- The Lexicon of Love (1982)
- Beauty Stab (1983)
- How to Be a...Zillionaire! (1985)
- Alphabet City (1987)
- Up (1989)
- Abracadabra (1991)
- Skyscraping (1997)
- Traffic (2008)
- The Lexicon of Love II (2016)